# Saison WNBA 2004
Navigation
Saison 2003 Saison 2005
La saison WNBA 2004 est la 8e saison de la WNBA. La saison régulière se déroule du 20 mai 2004, s'interrompant le 1er août 2004 pour cause de trêve due aux Jeux olympiques et reprenant le 1er septembre 2004, jusqu'au 19 septembre 2004. Les playoffs commencent le 24 septembre 2004 et se terminent le 12 octobre 2004, avec le dernier match des Finales WNBA remporté par le Storm de Seattle aux dépens du Sun du Connecticut 2 manches à 1. 
Le Storm remporte leur premier titre de champion WNBA. C'est le premier titre remporté par une femme coach, Anne Donovan.

## Faits notables
- La saison débute sans les Rockers de Cleveland qui se retirent de la ligue
- Le All-Star Game 2004 s'est déroulé au Radio City Music Hall à New York. En raison de la tenue des Jeux olympiques d'Athènes, la rencontre se tient le 5 août 2004, dans le cadre d'un match de préparation. Il oppose l'équipe des États-Unis à une sélection de joueuses All-Stars de WNBA. Ce match particulier n'est pas considéré comme un All-Star-Game à part entière. La sélection américaine l'emporte 74-58. Yolanda Griffith est élue MVP.
- Le premier choix de la draft, qui se tient le 17 avril 2004 à Secaucus, New Jersey est Diana Taurasi, sélectionnée par le Mercury de Phoenix.

## Classement de la saison régulière

### Par conférence
V = victoires, D = défaites, PCT = pourcentage de victoires, GB = retard (en nombre de matchs)
| Équipe                | V  | D  | PCT. | GB |
| --------------------- | -- | -- | ---- | -- |
| Sun du Connecticut    | 18 | 16 | 52,9 | -  |
| Liberty de New York   | 18 | 16 | 52,9 | -  |
| Shock de Détroit      | 17 | 17 | 50,0 | 1  |
| Mystics de Washington | 17 | 17 | 50,0 | 1  |
| Sting de Charlotte    | 16 | 18 | 47,1 | 2  |
| Fever de l'Indiana    | 15 | 19 | 44,1 | 3  |

| Équipe                      | V  | D  | PCT. | GB |
| --------------------------- | -- | -- | ---- | -- |
| Sparks de Los Angeles       | 25 | 9  | 73,5 | -  |
| Storm de Seattle            | 20 | 14 | 58,8 | 5  |
| Lynx du Minnesota           | 18 | 16 | 52,9 | 7  |
| Monarchs de Sacramento      | 18 | 16 | 52,9 | 7  |
| Mercury de Phoenix          | 17 | 17 | 50,0 | 8  |
| Comets de Houston           | 13 | 21 | 28,2 | 12 |
| Silver Stars de San Antonio | 9  | 25 | 26,5 | 16 |

| Qualifié pour les playoffs |

## Playoffs

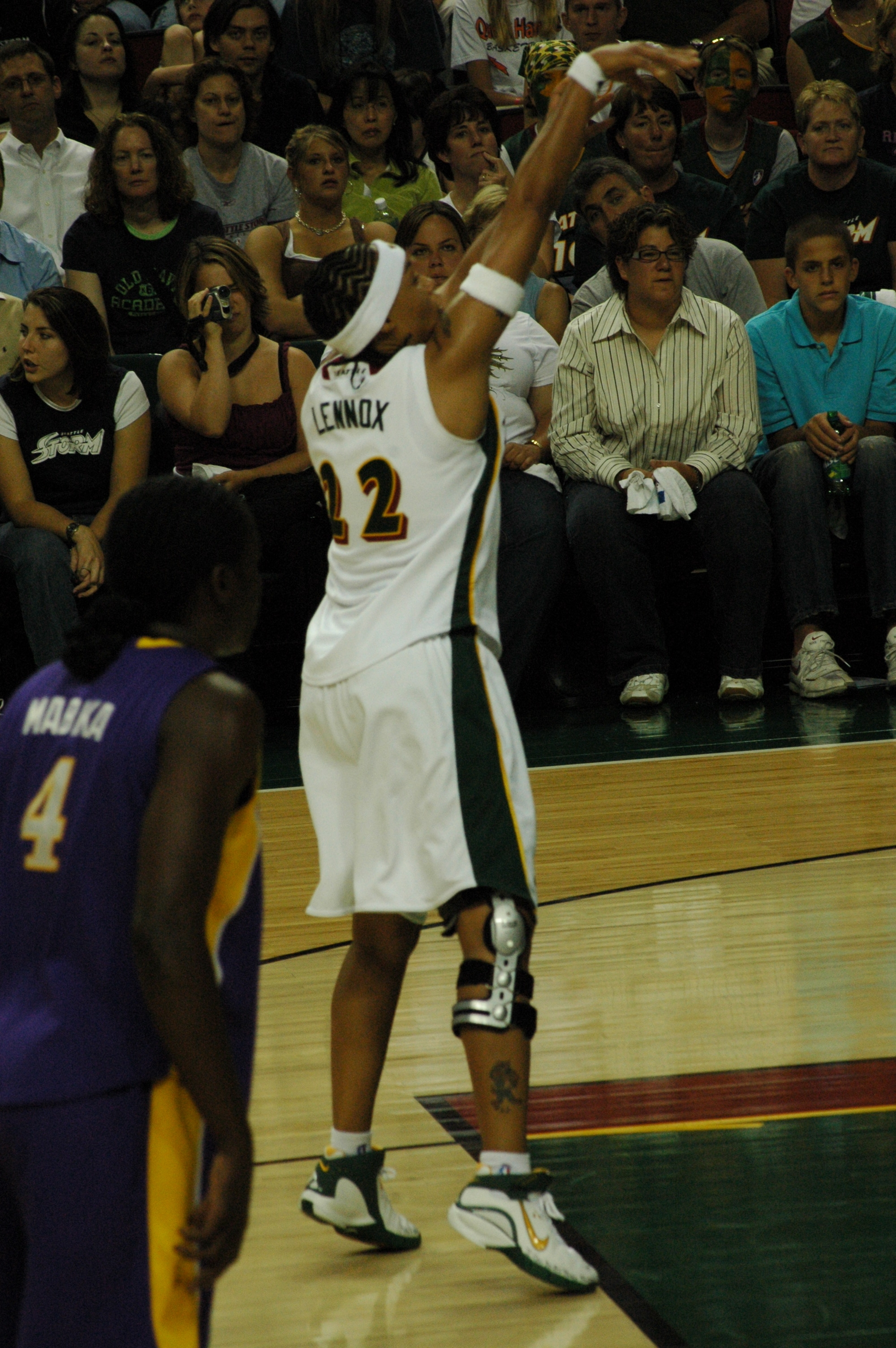
Betty Lennox, MVP des finales.

|  | Premier tour     | Premier tour           | Premier tour |                     |   | Finales de Conférence  | Finales de Conférence | Finales de Conférence |  |  | Finales WNBA | Finales WNBA       | Finales WNBA |
|  |                  |                        |              |                     |   |                        |                       |                       |  |  |              |                    |              |
|  | 1                | Sun du Connecticut     | 2            |                     |   |                        |                       |                       |  |  |              |                    |              |
|  | 4                | Mystics de Washington  | 1            |                     |   |                        |                       |                       |  |  |              |                    |              |
|  | 4                | Mystics de Washington  | 1            |                     | 1 | Sun du Connecticut     | 2                     |                       |  |  |              |                    |              |
|  | Conférence Est   |                        |              |                     | 1 | Sun du Connecticut     | 2                     |                       |  |  |              |                    |              |
|  |                  |                        | 2            | Liberty de New York | 0 |                        |                       |                       |  |  |              |                    |              |
|  | 2                | Liberty de New York    | 2            | Liberty de New York | 0 | 2                      |                       |                       |  |  |              |                    |              |
|  | 2                | Liberty de New York    |              |                     |   | 2                      |                       |                       |  |  |              |                    |              |
|  | 3                | Shock de Détroit       | 1            |                     |   |                        |                       |                       |  |  |              |                    |              |
|  |                  |                        |              |                     |   |                        |                       |                       |  |  | E1           | Sun du Connecticut | 1            |
|  |                  |                        | O2           | Storm de Seattle    | 2 |                        |                       |                       |  |  |              |                    |              |
|  | 1                | Sparks de Los Angeles  | 1            |                     |   |                        |                       |                       |  |  |              |                    |              |
|  | 4                | Monarchs de Sacramento | 2            |                     |   |                        |                       |                       |  |  |              |                    |              |
|  | 4                | Monarchs de Sacramento | 2            |                     | 4 | Monarchs de Sacramento | 1                     |                       |  |  |              |                    |              |
|  | Conférence Ouest |                        |              |                     | 4 | Monarchs de Sacramento | 1                     |                       |  |  |              |                    |              |
|  |                  |                        | 2            | Storm de Seattle    | 2 |                        |                       |                       |  |  |              |                    |              |
|  | 2                | Storm de Seattle       | 2            | Storm de Seattle    | 2 | 2                      |                       |                       |  |  |              |                    |              |
|  | 2                | Storm de Seattle       |              |                     |   | 2                      |                       |                       |  |  |              |                    |              |
|  | 3                | Lynx du Minnesota      | 0            |                     |   |                        |                       |                       |  |  |              |                    |              |

## Leaders de la saison régulière
| Catégorie                  | Joueur                         | Équipe                                    | Statistiques |
| -------------------------- | ------------------------------ | ----------------------------------------- | ------------ |
| Points par match           | Lauren Jackson                 | Storm de Seattle                          | 20,5         |
| Rebonds par match          | Lisa Leslie                    | Sparks de Los Angeles                     | 9,9          |
| Passes décisives par match | Nikki Teasley                  | Sparks de Los Angeles                     | 6,1          |
| Interceptions par match    | Nykesha Sales Yolanda Griffith | Sun du Connecticut Monarchs de Sacramento | 2,2          |
| Contres par match          | Lisa Leslie                    | Sparks de Los Angeles                     | 2,9          |
| % aux tirs                 | Tamika Raymond                 | Lynx du Minnesota                         | 54,0 %       |
| % aux lancers francs       | Crystal Robinson               | Liberty de New York                       | 93,0 %       |
| % à 3 points               | Charlotte Smith                | Sting de Charlotte                        | 50,0 %       |

## Récompenses individuelles
les joueuses récompensées à titre individuel à l'issue de la saison sont :
| - Meilleure joueuse de la saison : - Meilleure joueuse des Finales : - Rookie de l'année : - Meilleure défenseure de la saison : - Meilleure progression : - Entraîneur de l'année : - Trophée Kim Perrot de la sportivité : | Lisa Leslie (Sparks de Los Angeles) Betty Lennox (Storm de Seattle) Diana Taurasi (Mercury de Phoenix) Lisa Leslie (Sparks de Los Angeles) Kelly Miller (Sting de Charlotte) / Wendy Palmer (Sun du Connecticut) Suzie McConnell Serio (Lynx du Minnesota) Teresa Edwards (Lynx du Minnesota) |

| - All-WNBA First Team : G Diana Taurasi (Mercury de Phoenix) C Lisa Leslie (Sparks de Los Angeles) F Tina Thompson (Comets de Houston) C Lauren Jackson (Storm de Seattle) G Sue Bird (Storm de Seattle) | - All-WNBA Second Team : F Tamika Catchings (Fever de l'Indiana) F Swin Cash (Shock de Détroit) C Yolanda Griffith (Monarchs de Sacramento) G Nikki Teasley (Sparks de Los Angeles) F Nykesha Sales (Sun du Connecticut) |